# Ivars Guldsko
Ivars Guldsko är en utmärkelse till årets bäste svenske brottare. Priset utdelas sedan 1981 i samarbete mellan Svenska Brottningsförbundet och Adidas. 
Vandringspriset är en förgylld brottarsko, som pristagaren vinner en inteckning i, samt tilldelas en miniatyr av. Brottarskon, som är den som Ivar Johansson använde då han blev guldmedaljör i brottning vid OS i Berlin 1936, har donerats av Ivar Johanssons maka Ingrid. 

## Innehavare av Ivars Guldsko
| År   | Brottare                     |
| ---- | ---------------------------- |
| 1981 | Benni Ljungbeck              |
| 1982 | Frank Andersson              |
| 1983 | Roger Tallroth               |
| 1984 | Lennart Lundell              |
| 1985 | Kent-Olle Johansson          |
| 1986 | Tomas Johansson              |
| 1987 | Magnus Fredriksson           |
| 1988 | Lars Lagerborg               |
| 1989 | Torbjörn Kornbakk            |
| 1990 | Mikael Ljungberg             |
| 1991 | Marthin Kornbakk             |
| 1992 | Jörgen Olsson                |
| 1993 | Martin Lidberg               |
| 1994 | Mikael Ljungberg             |
| 1995 | Torbjörn Kornbakk            |
| 1996 | Sara Eriksson                |
| 1997 | Torbjörn Kornbakk            |
| 1998 | Martin Lidberg               |
| 1999 | Eddy Bengtsson               |
| 2000 | Mikael Ljungberg             |
| 2001 | Ara Abrahamian               |
| 2002 | Jimmy Samuelsson             |
| 2003 | Martin Lidberg               |
| 2004 | Ara Abrahamian               |
| 2005 | Ida-Theres Karlsson          |
| 2006 | Helena Allandi               |
| 2007 | Ida-Theres Nerell (Karlsson) |
| 2008 | Ara Abrahamian               |
| 2009 | Sofia Mattsson               |
| 2010 | Sofia Mattsson               |
| 2011 | Jimmy Lidberg                |
| 2012 | Johan Eurén                  |
| 2013 | Sofia Mattsson               |
| 2014 | Sofia Mattsson               |
| 2015 | Sofia Mattsson               |
| 2016 | Jenny Fransson               |
| 2017 | Jenny Fransson               |
| 2018 | Johanna Mattsson             |
| 2019 | Alex Kessidis                |
| 2020 | Bogdan Kourinnoi             |
| 2021 | Johanna Mattsson             |
| 2022 | Jonna Malmgren               |